# Melissa Bank
Melissa Bank (Boston, 11 ottobre 1960 – New York, 2 agosto 2022) è stata una scrittrice statunitense.
È diventata famosa con la pubblicazione del Manuale di caccia e pesca per ragazze, best seller internazionale tradotto in più di trenta lingue e considerato il primo romanzo, concepito fin dall'inizio come tale, del genere chick lit. 
Nel 1993 le è stato riconosciuto il premio Nelson Algren Award per la narrativa breve. Insegnò nel programma di Belle arti presso la Stony Brook Southampton.

## Biografia
Melissa Bank frequentò l'Hobart e William Smith Colleges di Geneve e conseguì un master in Belle arti presso la Cornell University. Tra le sue influenze letterarie si possono riconoscere Vladimir Nabokov, John Cheever, Billy Collins e Grace Paley. La sua scrittrice di saggistica preferita era Janet Malcolm.
Visse dividendosi tra New York e l'East Hampton. È morta nel 2022 per un tumore polmonare.

## Manuale di caccia e pesca per ragazze
Ci sono voluti dodici anni per completare Manuale di caccia e pesca per ragazze. Melissa Bank lavorava infatti come copywriter quando concepì il romanzo ma poteva dedicarsi alla sua scrittura soltanto nel tempo libero. Cinque anni prima di pubblicarlo, Bank fu investita mentre era in bicicletta. Pur indossando il casco, ne riportò una commozione cerebrale che si prolungò per quasi due anni. Durante questo periodo ebbe seri problemi cognitivi e linguistici: non era in grado di ordinare le informazioni e di eseguire pensieri sequenziali.
Pubblicato nel 1999, il Manuale è stato un best seller sia negli Stati Uniti che nel Regno Unito, raccogliendo critiche per lo più positive. Il Los Angeles Times ha scritto: "Bank scrive come John Cheever, ma è più divertente". Secondo il critico Yahlin Chang "Bank disegna ritratti squisiti di solitudine, e può farlo in una frase".

## Opere
- The Girls' Guide to Hunting and Fishing, Penguin, 1999
  - Manuale di caccia e pesca per ragazze, trad. italiana di Marcella Maffi, Milano, Frassinelli, 1999, ISBN 978-88-7684-571-0
  - Manuale di caccia e pesca per ragazze, trad. italiana di Marcella Maffi, prefazione di Paolo Cognetti, Milano, Accento, 2022, ISBN 979-12-8105-500-1
- Run Run Run Run Run Run Run Away, racconto pubblicato su Ploughshares, Vol. 31, n. 1 (2005), pp. 56-66
- The Worst Thing a Suburban Girl Could Imagine, Penguin, 2005 (estratto da The Girls' Guide to Hunting and Fishing, 1999)
- The Wonder Spot, Viking, 2005
  - L'amore per caso, traduzione di Marcella Maffi, Milano, Frassinelli, 2005, ISBN 88-7684-877-0